# Symmocoides gozmanyi
Symmocoides gozmanyi is een vlinder uit de familie dominomotten (Autostichidae). De wetenschappelijke naam is voor het eerst geldig gepubliceerd in 1959 door Amsel.
Deze vlinder komt voor in Europa.